# A lyukas zászló
Kovács Klaudia többszörös díjnyertes szociopolitikai, történelmi dokumentumfilm-thrillerje A lyukas zászló (eredeti címe: Torn from the Flag) a kommunizmus nemzetközi hanyatlásáról és az 1956-os magyar forradalom viszonyáról szól. Az 1945-től 1991-ig tartó időszakot mutatja be és az akkori nagyhatalmak közötti rivalizálást. Az 1956-os magyar forradalmat, mint a kommunista rendszer későbbi hanyatlásának katalizátorát ábrázolja, mely egyben kiemelkedő fordulópont volt a demokrácia felé vezető úton is.
A lyukas zászló elsődlegesen mozi és televíziós forgalmazásra készült.

## A filmben szereplő ismert történelmi alakok
- Henry Kissinger
- Habsburg Ottó
- Göncz Árpád
- Pozsgay Imre
- Berecz János
- Horn Gyula

## Díjak
A film premierje Hollywoodban, az Amerikai Filmintézet fesztiváljának Mérföldkő szekciójában volt Ingmar Bergman és Michelangelo Antonioni filmjeinek társaságában.  A jegyek negyvenöt perc alatt elkeltek és a vetítés után állva tapsolt a közönség.  
Eddig 20 fesztivál meghívást, 8 nemzetközi díjat/elismerést tudhat magáénak.

## Érdekességek
Kovács Lászlónak ez volt az utolsó filmje.
A film körül széles körű társadalmi mozgalom alakult ki mivel Kovács Klaudia, a film alkotója, kulcsfontosságúnak érezte, hogy a 9 éven át készülő film közösségi összefogással jöjjön létre.  Ennek eredményeképp Észak-Amerikában közel 2000 személy, család támogatta a produkciót, továbbá a legtöbb ott működő magyar közösség, alapítvány és egyház.

## Kritikák
„Kiváló dokumentumfilm-thriller.” – Chuck Wilson, LA Weekly, Hollywood, USA
„Mestermunka, amely a legmagasabb elvárásoknak és követelményeknek is megfelel.” – Előd László, Amerikai Magyar Hírlap, Los Angeles, USA
„A magyar forradalom eddigi legátfogóbb krónikája.  A film egy pillanatra sem laposodik el.  Életre keltett történelem, amely remek technikai tudással és őszinte szenvedéllyel készült.” – Stephen Farber, The Hollywood Reporter, Hollywood, USA
„Életem legelsöprőbb és legmeghatározóbb filmélménye.  Kovács Klaudia munkája egyedülálló a dokumentumfilm-készítésben, a kiváló szemtanúk fellelésétől a rendkívül tanulságos és vitára késztető részletek kiválasztásáig.” – Barry Farber, Talk Radio Network, New York, USA
„Vitathatatlanul a legjobb dokumentumfilm, ami az 1956-os magyar forradalomról készült.” – Deák István, Seth Low Professzor Emeritus, Történész, Columbia Egyetem, New York, USA
„Már régóta esedékes az operatőrök elismerése.  Egyértelmű, hogy Kovács László és Zsigmond Vilmos nélkül a késő 60-as és a korai 70-es évek amerikai új hulláma korántsem lett volna olyan virágzó, mint amilyen volt.” – Leonard Maltin, Los Angeles, USA

## További információ
- Hivatalos oldal
- A lyukas zászló a PORT.hu-n (magyarul)
- A lyukas zászló az Internet Movie Database-ben (angolul)
- A lyukas zászló a Rotten Tomatoeson (angolul)
- A lyukas zászló a Box Office Mojón (angolul)
- Riport a gyártás előkészítéséről Archiválva 2009. augusztus 6-i dátummal a Wayback Machine-ben
- A The Hollywood Reporter cikke.[halott link]
- Torn from the flag
- Magyar Nemzet Online Archiválva 2008. június 29-i dátummal a Wayback Machine-ben
- MNO a bemutatóról[halott link]
- Movie Maker Magazine Archiválva 2022. február 16-i dátummal a Wayback Machine-ben
- LA Weekly[halott link]
- A Magyarság folyóirat cikke.[halott link]
- American Cinematographer's Article[halott link]
- Bemutatták Egerben A lyukas zászlót[halott link]